# Саид Мустафа-паша
Саид (Сейд, Сайд) Мустафа-паша (англ. Seid Mustafa Pasha) — военачальник Османской империи, командовавший османской армией во время битвы при Абукире.

## Биография
Известно, что принимал участие в русско-турецких войнах, был двоюродным братом турецкого посланника в Париже.
На момент начала египетского похода Бонапарта являлся сераскиром (командующим) родосской армии. Кроме того, носил титулы — везир, трехбунчужный паша и паша Румелии.

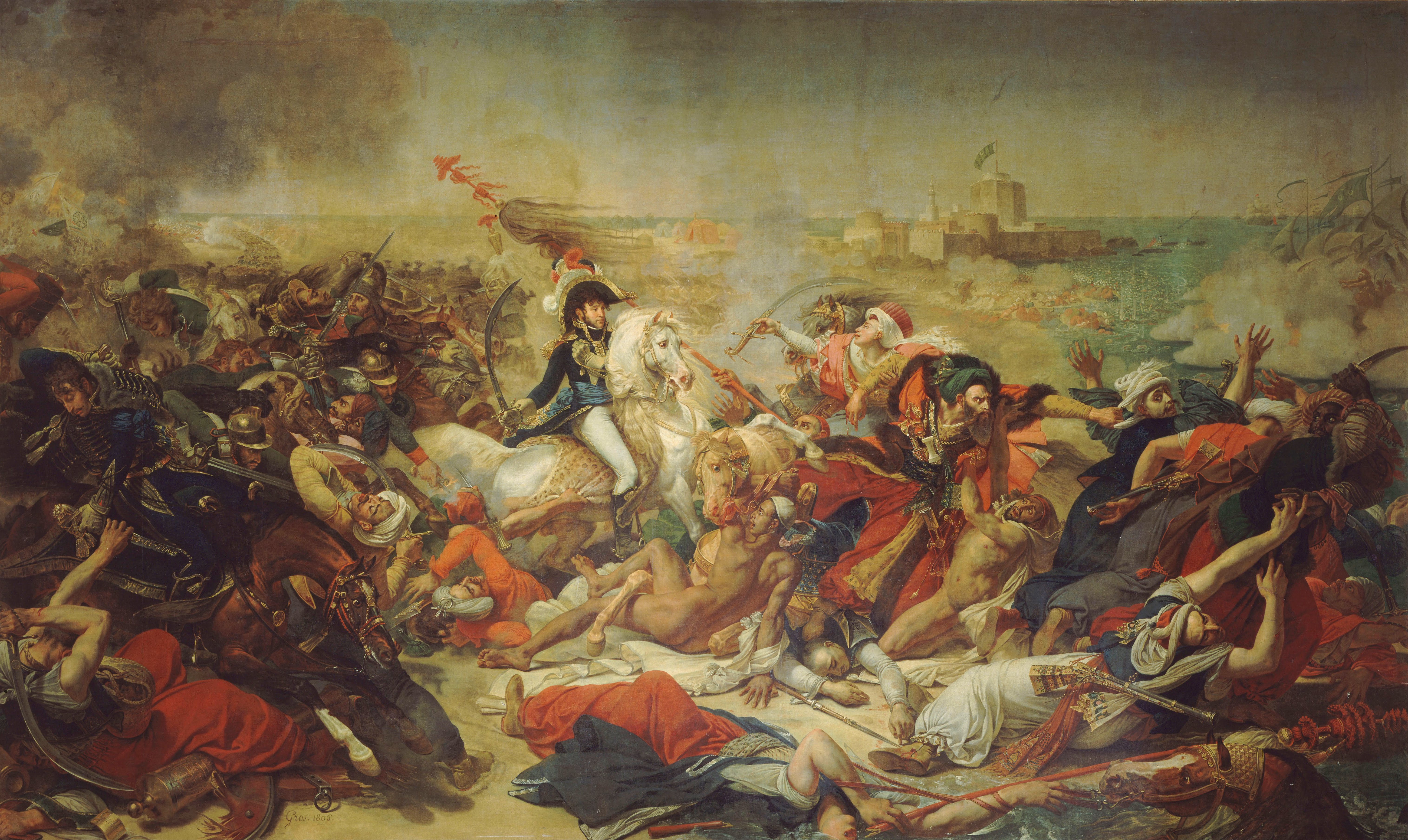
Картина художника Антуана Гро, изображающая схватку Мюрата и Саид Мустафы-паши во время битвы при Абукире. 1806

В битве при Абукире он был тяжело ранен в руку, потерял два пальца от удара саблей генерала Мюрата, которого в свою очередь ранил в голову выстрелом из пистолета. Затем Мустафа-паша был вынужден сдаться в плен с тысячей своих солдат.